# UGB
Ultimate Gig Band、UGB Internationalは、日本のロックバンド。
2020年にそれまで「最強セッション」としてライブを行なってきた現在のメンバーにより命名された。

## メンバー
- スティング宮本（すてぃんぐ みやもと　1963年3月25日 - ）：ベース、作詞、作曲
- 木村建 （きむら けん、1964年7月5日 - ）：ギター、作曲[1]
- 久雄 （ひさお、1985年5月7日 - ）：ギター、作曲、コーラス
- 實成俊（みなり しゅん、1990年6月27日 - ）：リーダー、ドラムス